# Tipula (Platytipula) nebulinervis
Tipula (Platytipula) nebulinervis is een tweevleugelige uit de familie langpootmuggen (Tipulidae). De soort komt voor in het Nearctisch gebied.